# Bayerisches Nationalmuseum
Bayerisches Nationalmuseum (Bayerns Nationalmuseum) er et museum i München, Tyskland. Det åbnede i 1867 og er blandt de vigtigste brugskunstmuseer i Europa, og rummer en udstilling på omkring 13.000 m². Allerede ved grundlæggelsen blev udstillingen delt i to hovedgrupper; kunsthistorisk samling og en folkemindesamling.

## Historie
Bayerisches Nationalmuseum blev grundlagt i af kong Maximilian 2. af Bayern i 1855. Det indeholder en stor samling af europæiske genstande fra antikken til det tidligere 1900-tal, med en særlig stor samling af middelalderen og frem til de moderne perioder.
Bygningen, der blev bygget i historicisme af Gabriel von Seidl 1894-1900, er en af de mest originale og betydningsfulde bygninger fra perioden. Den ligger på Prinzregentenstrasse, der er en af byens fire royale avenuer. Den erstattede en ældre bygning, som i dag indeholder Museum Fünf Kontinente. Allerede i 1905/06 blev museet udvidet mod nord med yderligere et par rum og en værkstedsafdeling. German Bestelmeyer tilføjede en fløj i det sydøstlige hjørne i 1937.
Hovedbygningen inkluderer tre etager med udstilling på omkring 13.000 m2. Kernen i samlingen er en kunstsamling fra Wittelsbach-familien, der indeholder vigtige og sjældne genstande, der løfter museet til over lokalområdet. Diversiteten og bredden i samlingenerne blev dog hovedsageligt tilføjet i senere periode. Samlingen udvides fortsat både gennem nyerhvervelser, men også via fonde og legater. I 1960 blev støtteforeningen "Freundeskreis des Bayerischen Nationalmuseums" stiftet.
Bayerisches Nationalmuseum har flere grene af museet spredt ud over Bayern. En ny bygning bag museet indeholder Archäologische Staatssammlung,  der udstiller arkæologiske fund fra de første bosættelser i ældre stenalder og frem til kelternes civilisation og Romerriget og helt op til den tidlige middelalder.

## Direktører
- 1855 – 1868: Karl Maria Freiherr von Aretin
- 1868 – 1885: Jakob Heinrich von Hefner-Alteneck
- 1885 – 1897: Wilhelm Heinrich von Riehl
- 1897 – 1907: Hugo Graf
- 1907 – 1908: Georg Hager
- 1909 – 1914: Hans Stegmann
- 1916 – 1931: Philipp Maria Halm
- 1932 – 1947: Hans Buchheit
- 1948 – 1968: Theodor Müller
- 1968 – 1974: Hans Robert Weihrauch
- 1974 – 1985: Lorenz Kriss-Rettenbeck
- 1986 – 1991: Johann Georg Prinz von Hohenzollern
- 1991 – 1999: Reinhold Baumstark
- 1999 – nu: Renate Eikelmann

## Galleri
- Tilman Riemenschneider: Magdalena.
- Tilman Riemenschneider: Saint Sebastian.
- Hans Leinberger: St. Magdalena, omkring 1520.
- Hans Leinberger St. Anna Selbdritt.
- Niclaus Gerhaerts von Leyden: Jesus med druer.
- Conrat Meit: Judith med Holofernes hoved.
- Augsburger service fra fyrstbiskopperne af Hildesheim.